# Caetano Horta
Caetano Xosé Horta Pombo (Noya, 15 de enero de 2003) es un deportista español que compite en remo.
Ganó una medalla de oro en el Campeonato Europeo Juvenil de Remo de 2020, en la prueba de doble scull. Participó en dos Juegos Olímpicos de Verano, ocupando el séptimo lugar en Tokio 2020 y el octavo en París 2024, en la prueba de doble scull ligero.